# One Seneca Tower
Der One Seneca Tower ist ein Wolkenkratzer in Downtown Buffalo, New York. Der Name des Gebäudes war von 1972 bis 1999 Marine Midland Center, bis die Marine Midland Bank von dem Mutterunternehmen HSBC in HSBC Bank USA umbenannt wurde. Bis ins Jahr 2013 behielt es den Namen One HSBC Center. Das Gebäude kostete zur Zeit des Baus etwa 50 Mio. US-Dollar, was umgerechnet heute etwa 322 Mio. US-$ entspricht. Es ist 161 Meter (529 ft) hoch und zählt 40 Stockwerke, die insgesamt 111.400 m² Platz bieten. Es wurde vom Architektenbüro Skidmore, Owings and Merrill entworfen und ist ein Beispiel für moderne Architektur.
Der One Seneca Tower ist das höchste Bürogebäude in Privatbesitz außerhalb von New York City. Höher ist lediglich der Erastus Corning Tower in Albany. Auf dem Platz vor dem Gebäude befindet sich das Monument "Vroom, Shhh" vom Bildhauer Ronald Bladen. Bei klarer Sicht ist der Turm aus 32 Kilometern sichtbar. Neben der HSBC Bank USA zählen zu den bekanntesten Mietern Unternehmen wie PricewaterhouseCoopers und UBS.

## Zukunft
Am 5. Dezember 2012 gab HSBC Bank USA bekannt, zum Oktober 2013 das Gebäude zu verlassen, da sie den Mietvertrag nicht weiter verlängern würden. Nachdem auch die Anwaltskanzlei Phillips Lytle LLP das Gebäude verließ und im Zuge der Schließung des Canadian Consulate Buffalo, ist das Gebäude seit 2014 zu 90 Prozent leerstehend.